# Cutredo da Saxônia Ocidental (século VII)
Cutredo (em inglês antigo: Cuthred; em latim: Cuthredus) foi um príncipe saxão ocidental ativo em meados do século VII. Era filho do rei Quicelmo e neto de Cinegilso. Na década de 630, talvez em 639, foi batizado em Dorcéstria pelo bispo Birino, que foi seu padrinho. Em 648, seu parente Cenualho deu-lhe 3 000  de suas propriedades (hidas) para Cutredo junto da floresta de Ashdown. Ele faleceu ca. 661.